# Raadhuis van Leszno
Het Raadhuis van Leszno (Pools: Ratusz w Lesznie) (Duits: Rathaus von Polnisch Lissa / Lissa in Posen) is een raadhuis uit de Barok. Het barokke gebouw werd naar aanleiding van oorlogsgeweld opnieuw ontworpen door de Italiaanse-Poolse architect Pompeo Ferrari. Het gebouw werd gebouwd tussen 1637 en 1639 en is de bekendste bezienswaardigheid van Leszno.

## Geschiedenis
Het eerste Raadhuis in Leszno werd gebouwd tussen 1637 en 1639. Echter werd het gebouw in 1656, tijdens de Noordse oorlog door brand verwoest. Het gebouw werd onder leiding van de architect Martin Woyda in 1660 gerenoveerd. Tijdens de Grote Noordse Oorlog in 1707 brandde het gebouw opnieuw af . Men begon in 1707 gelijk met de herbouw en een nieuw ontwerp door de architect Ferrari. Ferrari werd aangesteld door de Starost van Groot-Polen, Rafał Leszczyński. De herbouw was voltooid in 1708 of 1709. In latere periodes is het gebouw opnieuw vernieuwd in 1767, 1786, 1817 en 1906. In 2020 zijn de gevel en de begane grond aan de buitenkant voorzien van een andere historische kleurensamenstelling.

## Architectuur
Het stadhuis in Leszno is gebouwd volgens een rechthoekig plan en heeft drie verdiepingen. De hoeken van het lichaam worden benadrukt door dubbele Korinthische zuilen. De ingang wordt gedomineerd door een vierzijdige toren met wijzerplaten, bekroond met een observatiedek en een achthoekige toren met een dubbele tinnen koepel.
Boven het toegangsportaal bevindt zich een cartouche van de familie Sulima Sułkowski uit 1738 en een personificatie van de wet en gerechtigheid Vrouwe Justitia, met een zwaard in haar rechterhand en een weegschaalin haar linker. De façade beschikt over tal van plaquettes, waaronder die van de geboorteherdenking ter gelegenheid van de 300ste verjaardag van Koning Stanislaus Leszczyński en de 400ste verjaardag van de stad. In sommige kamers zijn tongewelven met lunetten bewaard gebleven

## Afbeeldingen

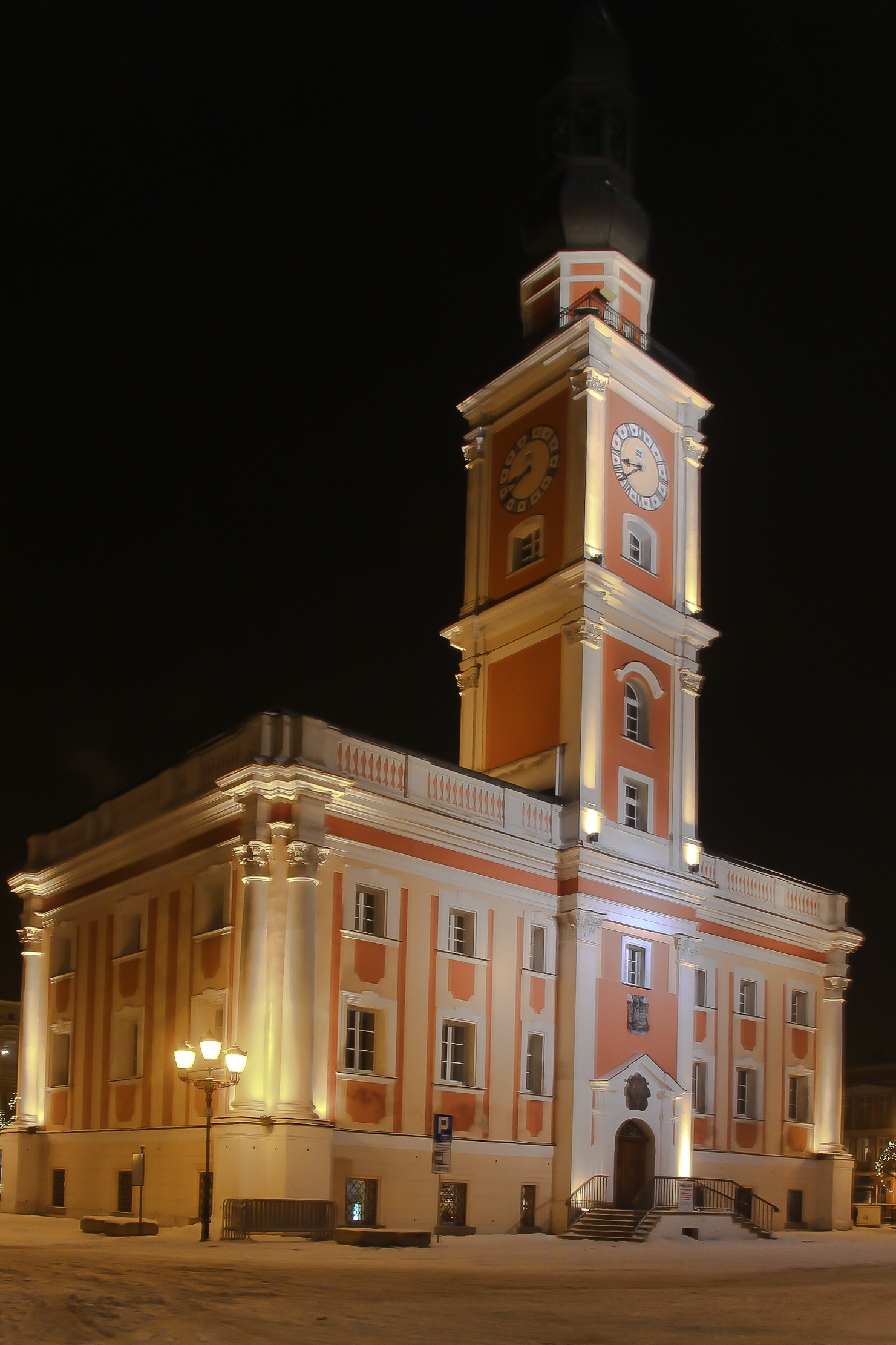
Het raadhuis in de avond
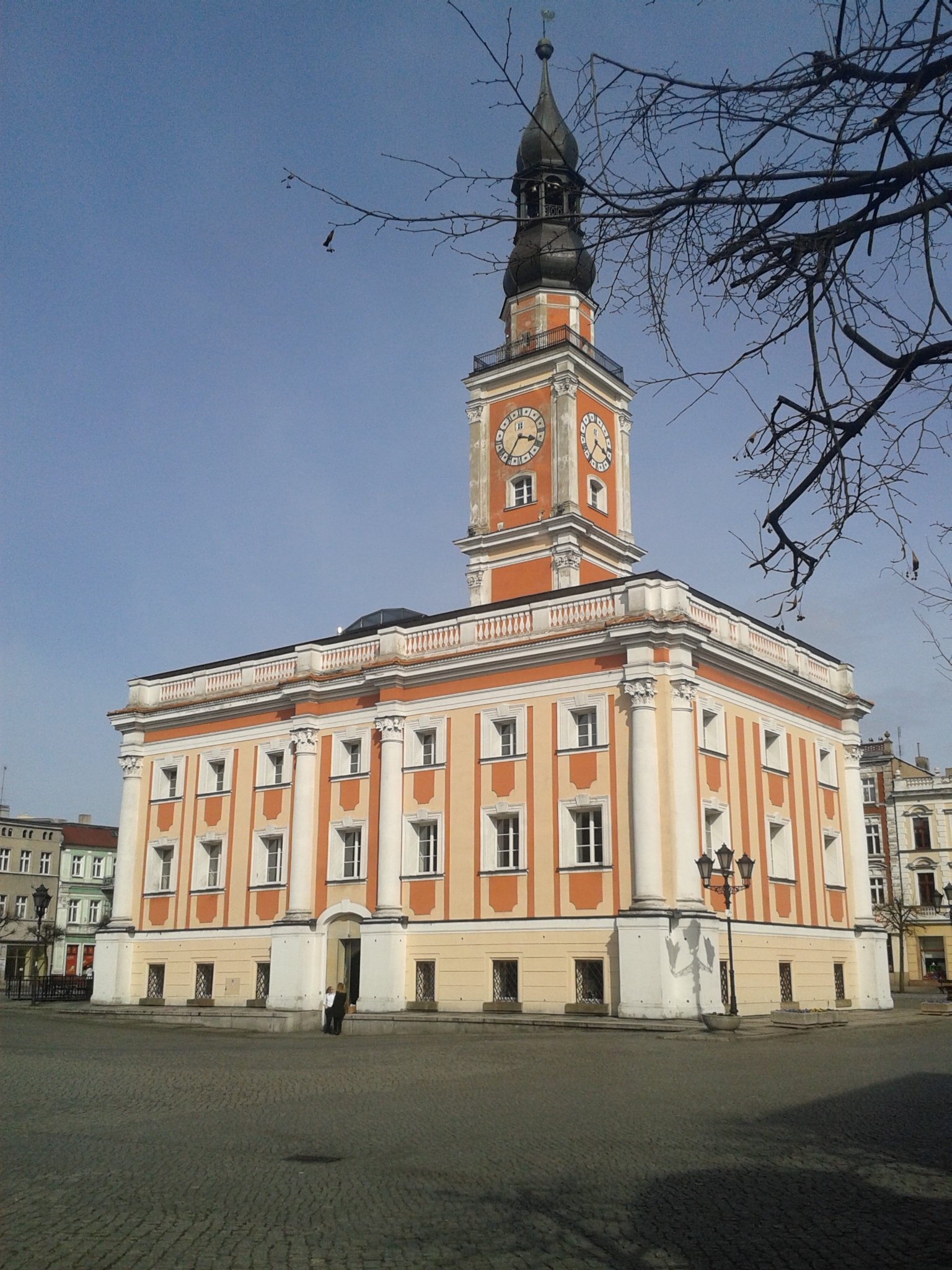
Het raadhuis vanaf het marktplein
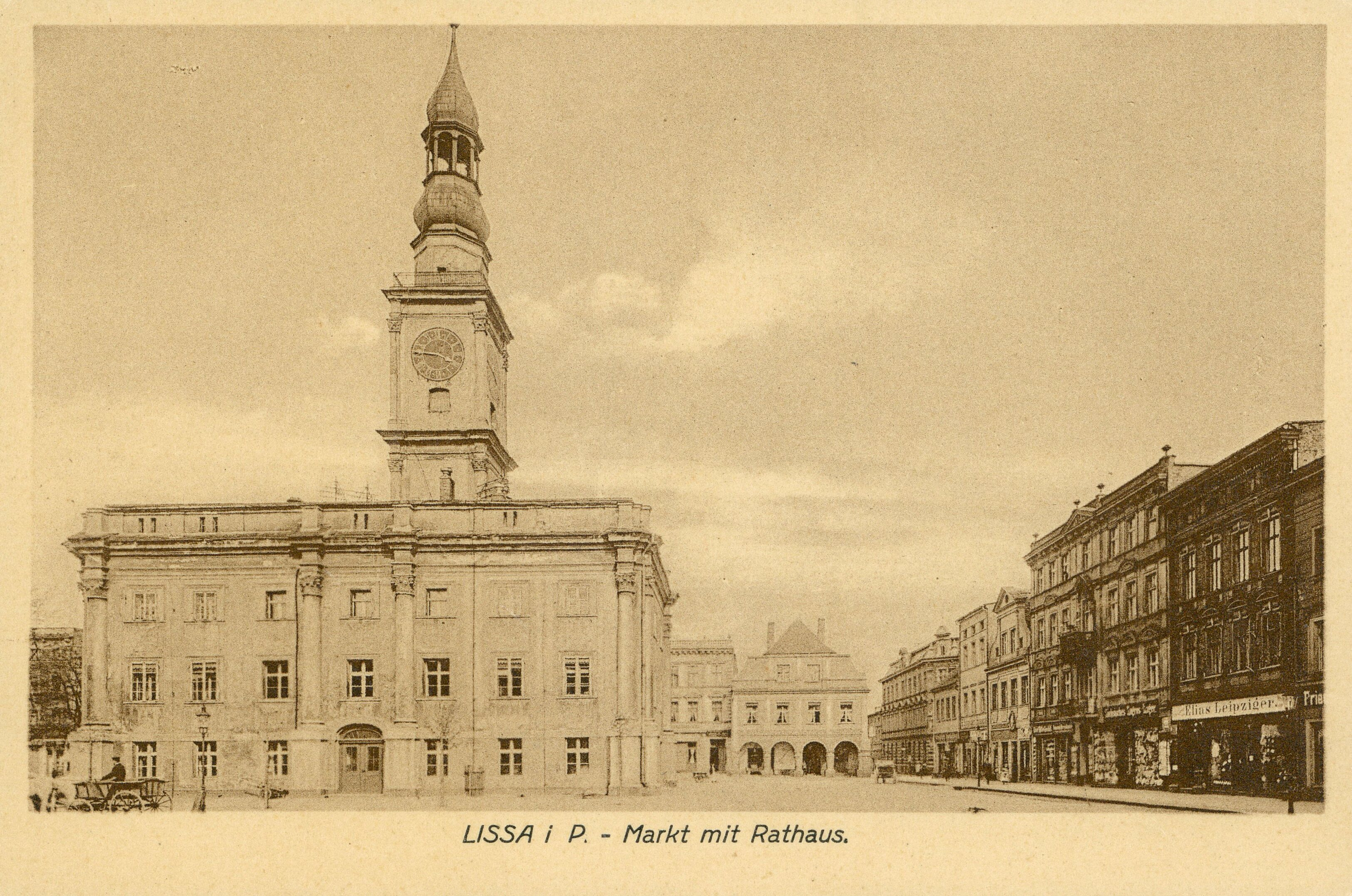
Het raadhuis ten tijde van het Duitse Keizerrijk